# Robert Brace
Robert Leon Brace (* 19. Dezember 1964 in Edmonton, London) ist ein ehemaliger englischer Fußballspieler, der den Großteil seiner Karriere im Südwesten Deutschlands verbrachte.

## Karriere
Brace erhielt im Dezember 1982 einen Profivertrag bei Tottenham Hotspur, nachdem er die Jugendteams des Klubs durchlaufen hatte. Zu seinem einzigen Pflichtspieleinsatz für die Spurs kam der Stürmer am 7. Mai 1984 als Einwechselspieler gegen den FC Southampton. Die Partie fand wenige Tage vor dem Finalhinspiel im UEFA-Pokal gegen den RSC Anderlecht statt und Trainer Keith Burkinshaw stellte für das unbedeutende Ligaspiel zahlreiche Ergänzungsspieler auf. Das Spiel endete mit einer 0:5-Niederlage und der Verein wurde zu einer Geldstrafe verurteilt. Nur wenige Wochen nach diesem Einsatz erhielt Brace die Freigabe und wechselte zum belgischen Erstligaklub Waterschei Thor Genk. 
Nach einem Jahr bei Genk wechselte er kurz nach Beginn der Saison 1985/86 zum niederländischen Zweitligaverein BV De Graafschap, für den er elf Treffer in 27 Einsätzen erzielte. Im Anschluss setzte er seine Karriere beim deutschen Zweitligisten 1. FC Saarbrücken fort. Sein Debüt am 7. Spieltag gegen den KSV Hessen Kassel war für Brace bereits nach kurzer Zeit beendet. In der 42. Minute für den verletzten Guido Szesni eingewechselt, sah er in der 52. Minute die Rote Karte, nachdem er gegen Karl-Heinz Neukirch nachgetreten hatte. Nach Ablauf seiner Sperre trug er zu den drei Siegen der Spieltage 12 bis 14 mit je einem Treffer bei. Nach 26 Einsätzen und 7 Toren in seiner ersten Saison bei Saarbrücken, war er in der Saison 1987/88 nur noch Ergänzungsspieler und kam bei 14 seiner 18 Ligaeinsätze (2 Tore) nur als Einwechselspieler zum Zug. 
Er setzte im Anschluss seine Laufbahn im südwestdeutschen Regionalfußball fort und spielte beim FK Pirmasens (1988–1990), Eintracht Trier (90/91), der TuS Koblenz (1992–1996), der SpVgg EGC Wirges (1996–2000) und hatte auch ein halbjähriges Gastspiel bei den Eisbachtaler Sportfreunden (1997). Er trainierte den TuS Immendorf in der Fußball-Bezirksliga und wechselte dann zum SG 2000 Mülheim-Kärlich und SV Niederwerth. 2015–2016 war er Trainer beim TSV Lay, 2016–2017 wieder TuS Immendorf.